# Cipondoh (Tirtamulya)
Cipondoh is een bestuurslaag in het regentschap Karawang van de provincie West-Java, Indonesië. Cipondoh telt 4094 inwoners (volkstelling 2010).